# Смадовіца
Смадовіца (рум. Smadovița) — село у повіті Мехедінць в Румунії. Входить до складу комуни Биклеш.
Село розташоване на відстані 229 км на захід від Бухареста, 46 км на схід від Дробета-Турну-Северина, 51 км на захід від Крайови.

## Населення
За даними перепису населення 2002 року у селі проживали 732 особи, усі — румуни. Усі жителі села рідною мовою назвали румунську.